# Dispute sur le sel et le fer

La Dispute sur le sel et le fer (chinois traditionnel : 鹽鐵論 ; pinyin : Yán Tiě Lùn) est un recueil de textes historiques qui retrace le débat qui s'est tenu en 81 av. J.-C. au sein de la Cour impériale de Chine sur le rôle et la politique de l'État sous la Dynastie Han.  L'empereur précédent, l'empereur Wu, avait renoncé aux politiques de laisser-faire ou de Wuwei de ses prédécesseurs et imposé une politique interventionniste mettant en œuvre de nombreuses mesures, telles que l'instauration d'un monopole d'État de l'exploitation du sel et de fer, des systèmes de stabilisation des prix, et des impôts sur le capital, qui avaient suscité un débat féroce. Après sa mort, pendant le règne de l'empereur Zhao, le régent Huo Guang avait appelé tous les savants de l'empire à venir dans la capitale, Chang'an, pour débattre de la politique économique du gouvernement.
Le débat opposait deux factions, les réformistes et les modernistes. Les réformistes étaient en grande partie des érudits confucéens qui étaient opposés à la politique de l'empereur Wu, et qui exigeaient l'abolition des monopoles sur le sel et le fer, la fin des systèmes de stabilisation des prix par l'État, et d'énormes coupes dans les dépenses publiques pour réduire les impôts pesant sur les citoyens. Les modernistes étaient favorable à la poursuite des politiques de l'empereur Wu, afin de prélever les profits des marchands privés pour les affecter aux finances publiques et financer les campagnes militaires et de colonisation du gouvernement dans le Nord et l'Ouest de la Chine.
Les résultats de ces débats furent mitigés. Bien que les modernistes l'aient emporté et que leurs politiques aient été suivies par la plupart des Han occidentaux postérieurement au règne de l'empereur Wu, les Réformistes abrogèrent ces politiques postérieurement à l'an 25 apr. J.-C. sous la période des Han orientaux, à l'exception du monopole gouvernemental sur la frappe des pièces d'or.

## Contexte
Cette dispute se déroule dans un contexte agité. Le législateur précédent, l'empereur Wu, avait entrepris de radicaux changements de politiques au regard de celles suivies par ses prédécesseurs. Abandonnant leur politique intérieure de laissez-faire, et renonçant, hors des frontières, à la politique d'apaisement avec les Xiongnu, il nationalise la frappe de la monnaie, le sel et le fer afin financer ses campagnes massives contre les tribus Xiongnu qui menacent l'empire. Bien que Wu ait réussi dans ses campagnes militaires, ses politiques mirent en faillite de nombreux commerçants et industriels et conduisirent à un mécontentement généralisé et même à des révoltes ; après sa mort, le régent, Huo Guang, convoque une conférence de la Cour pour discuter de l'opportunité de poursuivre ces politiques. 

### Politiques menées par les premiers empereurs Han
Les politiques du début de la dynastie des Han sont marquées par le laissez-faire, en raison de l'adoption par les premiers empereurs du principe taoïste de Wuwei (mot qui signifie littéralement "ne rien faire"). Dans le cadre de ce laissez-faire, les taxes agricoles sont réduites de 1/15 de la production agricole à 1/30, et même entièrement abolies pendant une brève période.  En outre, l'impôt en nature exigé des paysans, la corvée, est réduite, passant de un mois par an à un mois tous les trois ans,. La frappe de la monnaie est privatisée, tandis que les taxes sur le sel et d'autres produits, instaurées par l'empereur Qin, sont abolies. 
Les opposants ultérieurs à la fiscalité décrivent le début de la dynastie comme une période (trop ?) prospère. Sous l'empereur Jing,

« [...] Les cordes utilisées pour accrocher les sacs de pièces rompaient en raison de leur poids, et des sacs de grain qui avaient été stockés pendant plusieurs années pourrissaient parce qu'ils avaient été oubliés sans être consommés. »

Les sanctions pénales graves, telles que couper le nez d'un délinquant, sont abolies. 
Les commerçants et les industriels prospèrent particulièrement pendant cette période. Au début de la période des Han de l'Ouest, les hommes les plus riches de l'empire sont les marchands qui produisent et commercialisent le sel et le fer. La fortune qu'ils acquièrent rivalise avec le montant annuel des recettes fiscales perçues par la cour impériale. Ces marchands investissent dans la terre, et deviennent de grands propriétaires fonciers qui emploient un grand nombre de paysans. Un producteur de sel ou fer peut en effet employer plus d'un millier de personnes pour extraire de la saumure liquide, du sel de mer, du sel gemme, ou encore du minerai de fer.

## Débats
Les plaintes se faisant de plus en plus nombreuses à l'encontre des politiques gouvernementales, le régent Huo Guang, qui est le dirigeant de facto de la Chine après l'empereur Wu des Han, convoque à la Cour une conférence destinée à juger si les politiques de l'empereur Wu devraient être poursuivies. Le débat voit s'affronter deux groupes, les réformistes et les modernistes. Les réformistes, érudits confucéens largement provinciaux, prônent des privatisations et un retour aux  politiques de laisser-faire d'antan. Les modernistes, eux, représentent largement les intérêts du gouvernement central et sont plus en harmonie avec la philosophie légiste ; ils sont par ailleurs des admirateurs de la précédente dynastie Qin, dont les lois rudes s'appuyaient aussi sur des principes légistes. 

### Position des réformistes
Le point de vue réformiste est basé sur l'idéal confucéen qui visait au mieux-être de l'homme tout en se conformant à des principes moraux fondamentaux. Pour ce faire, ils veulent réduire à leur minimum les contrôles, les demandes de services publics, et la fiscalité. Leur critique des monopoles est largement centrée sur l'idée que l'État « ne devrait pas entrer en concurrence avec le peuple dans la recherche du profit », parce que cela inciterait à opprimer les citoyens ; les activités mercantiles ne sont pas « des activités appropriées pour l'État». Ils soulignent que les monopoles ont fait peser un immense fardeau sur les citoyens. En outre, les réformistes se plaignent que les monopoles d'État oppriment le peuple en aboutissant à la production d'outils en fer de faible qualité, inutilisables et inutiles, fabriqués uniquement pour répondre à des quotas de production imposés, mais que les paysans doivent payer, indépendamment de leur qualité. Les réformateurs pensent que les anciennes fonderies privées appartenant à de petites entreprises familiales produisaient de meilleurs outils « en raison de la fierté du travail bien-fait et parce qu'ils étaient plus proches des utilisateurs », contrairement au monopole de l'État. En outre, les réformistes se plaignent que les monopoles d'État ne sont pas capables de coordonner leur production conformément aux besoins des provinces de l'empire, avec quelques zones surproduisant et forçant en réalité les paysans à acheter les excédents de production. Les réformistes critiquent également la politique étrangère agressive de l'Empereur Wu, dont ils considèrent qu'elle a affaibli la Chine au lieu de la renforcer,  et dont les coûts ne justifient pas les avantages qui en découlent.

### Position des modernistes
Les modernistes ont à leur tête Sang Hongyang, un ancien marchand qui a été nommé par l'empereur Wu pour mettre en œuvre ses nouvelles politiques interventionnistes. Ils justifient cette politique au motif qu'elle permettrait de capter les bénéfices accumulés par les marchands privés fortunés, lesquels pourraient constituer une menace pour l'État, et renflouerait ses caisses ; ils affirment par ailleurs que les industriels privés des secteurs du sel et du fer étaient « brutaux et tyranniques », et qu'ils employaient des milliers de travailleurs susceptibles de devenir autant de rebelles en puissance. Ils estiment qu'avec son monopole sur le fer, l'État pourrait distribuer des outils de bonne qualité à destination des paysans, et stabiliser les prix de nombreux produits de première nécessité. Ils affirment également que les ateliers privés étaient trop petits, non spécialisés et mal équipés. Selon eux, les ateliers gouvernementaux offrent de meilleures conditions de travail et de meilleurs matériaux. En outre, les campagnes expansionnistes leur paraissent  nécessaires pour défendre la Chine contre les incursions barbares, et ils soutiennent que grâce à la nationalisation des industries du sel et du fer l'État peut obtenir les fonds nécessaires sans imposer de charges supplémentaires a la paysannerie,.

### En anglais
- (en) Hans Bielenstein, « Wang Mang, the Restoration of the Han Dynasty, and Later Han », dans Denus Twitchett et John K. Fairbank (eds.), The Ch'in and Han Empires, 221 B.C. – A.D. 220, The Cambridge History of China, 1, Cambridge, Cambridge University Press, 1987 (ISBN 0-521-24327-0), p. 223–290
- (en) Michael Loewe, « The Former Han Dynasty », dans Denus Twitchett et John K. Fairbank (eds.), The Ch'in and Han Empires, 221 B.C. – A.D. 220, The Cambridge History of China, 1, Cambridge, Cambridge University Press, 1986 (ISBN 0-521-24327-0), p. 103–222
- (en) Bo Li et Yin Zheng, 5000 years of Chinese history, Inner Mongolian People's publishing corp, 2001 (ISBN 7-204-04420-7)
- (en) Sadao Nishijima, « The Economic and Social History of Former Han », dans Denus Twitchett et John K. Fairbank (eds.), The Ch'in and Han Empires, 221 B.C. – A.D. 220, The Cambridge History of China, 1, Cambridge, Cambridge University Press, 1986 (ISBN 0-521-24327-0), p. 545–607
- (en) Donald B. Wagner, The State and the Iron Industry in Han China, Copenhague, Nordic Institute of Asian Studies Publishing, 2001, 148 p. (ISBN 87-87062-83-6)
- (en) Huan Kuan (trad. Esson McDowell Gale), Discourses on Salt and Iron: A Debate on State Control of Commerce and Industry in Ancient China, Chapters I-XIX (Leyden: E. J. Brill Ltd., 1931; rpr, Taibei, Ch'engwen, 1967, comportant Esson M. Gale, Peter Boodberg, and T.C. Liu, "Discourses on Salt and Iron" Journal of the North China Branch of the Royal Asiatic Society 65: 73-110 (1934)). Discourses on Salt and Iron (texte en chinois et traduction en anglais) The Institute for Advanced Technology in the Humanities.
- (zh) Jianghong Ji et al., Encyclopedia of China History, vol. 1, Beijing publishing house, 2005 (ISBN 7-900321-54-3)

### En français
- (zh) Jean Lévi (présentation, traduction et annotation) (trad. du chinois), La Dispute sur le sel et le fer, Paris, Les Belles Lettres, coll. « Bibliothèque chinoise », 2010, 414 p. (ISBN 978-2-251-10002-9, OCLC 664331884)